# Kartwelistyka
Kartwelistyka, kartwelologia, gruzinologia (gruz. ქართველოლოგია) – jedna z dziedzin orientalistyki i dział kaukazologii, zajmująca się badaniem języków, kultury, literatury oraz dziejów Gruzji, a także całej ludności kartwelskiej, czyli Gruzinów, Megrelów, Swanów i Lazów. Kartwelistyką zajmują się pisma: „Revue des études géorgiennes et caucasiennes” i wydawane w Warszawie – „Pro Georgia. Journal of Kartvelological and Caucasian Studies”.

## Wybitni kartweliści
- Tamaz Gamkrelidze
- Arnold Czikobawa
- Kevin Tuite
- Marie-Félicité Brosset (1802–1880)
- Arthur Leist (1852–1927)
- John Oliver Wardrop (1864–1948)
- Marjory Wardrop (1869–1909)
- Robert Pierpont Blake (1886–1950)
- Gerhard Deeters (1892–1961)
- Georges Dumézil (1898–1986)
- William Edward David Allen (1901–1973)
- Cyril Toumanoff (1913–1997)
- Gérard Garitte (1914–1992)
- David Marshall Lang (1924–1991)
- Georgi Klimov (1928–1997)
- Michel van Esbroeck (1934–2003)
- Heinz Fähnrich
- Kevin Tuite
- Donald Rayfield
- B. George Hewitt
- Stephen H. Rapp
- Stephen F. Jones
- Constantine B. Lerner
- Mine Kadiroğlu
- Luigi Magarotto
- Bernard Outtier
- Farshid Delshad
- Jost Gippert
- Roland Bielmeier
- Michael Job
- Katharine Vivian (1917–2010)
- Hirotake Maeda

## Polscy kartweliści
- Bohdan Baranowski
- Andrzej Furier
- David Kolbaia
- Henryk Paprocki
- Grzegorz (Peradze)